# Granite (Oregón)
Granite es una ciudad ubicada en el condado de Grant en el estado estadounidense de Oregón. En el año 2006 tenía una población de 24 habitantes y una densidad poblacional de 23.2 personas por km².

## Geografía
Granite se encuentra ubicada en las coordenadas 44°48′32″N 118°25′13″O / 44.80889, -118.42028.

## Demografía
Según la Oficina del Censo en 2000 los ingresos medios por hogar en la localidad eran de $15,625, y los ingresos medios por familia eran $20,625. Los hombres tenían unos ingresos medios de $11,250 frente a los $6,250 para las mujeres. La renta per cápita para la localidad era de $8,024. Alrededor del 36.0% de la población estaban por debajo del umbral de pobreza.